# Marler Medienpreis Menschenrechte
Der Marler Medienpreis Menschenrechte (M3) wird als ideeller Preis von der deutschen Sektion von Amnesty International an Medienbeiträge vergeben, die „in außergewöhnlicher Weise das Thema Menschenrechte behandeln“. Die 2001 vom Amnesty International Bezirk Ruhrgebiet Mitte als Marler Fernsehpreis für Menschenrechte in Anlehnung an den Grimme-Preis ins Leben gerufene Auszeichnung wurde ursprünglich alle zwei Jahre ausschließlich an Fernsehbeiträge vergeben. Seit 2012 ehrt er jährlich abwechselnd Radio- und Fernsehbeiträge und erhielt daher seinen neuen Namen.
Die Jury setzt sich aus Mitgliedern von Amnesty International zusammen. Aktuelle, thematisch passende Produktionen können von öffentlich-rechtlichen sowie privaten Medienanstalten eingereicht oder von Mitgliedern von Amnesty International nominiert werden.

## Hintergrund
„Informationen prasseln mit ungeheurer Wucht auf uns ein. Das Wichtige vom weniger Wichtigen, vom nicht Wichtigen oder gar vom Unnützen zu unterscheiden fällt uns zunehmend schwerer. In dieser Zeit des schnellen Informationskonsums wollen wir diejenigen Informationen herausheben, die uns im Sinne der Menschenrechte wichtig sind. Die Arbeit der Menschen zu honorieren, die diese Informationen sammeln, zu Papier bringen, uns hören lassen, in Bilder umsetzen, das war die Idee für diesen Preis.“

Der undotierte Marler Medienpreis Menschenrechte wurde geschaffen, um Medienschaffende zu würdigen, die sich in ihren Beiträgen mit dem Thema Menschenrechte auseinandersetzen. Als mögliche Kriterien für die Preiswürdigkeit eines Beitrags wird die Vermittlung einer aufrüttelnden Nachricht, die Erstellung einer Dokumentation mit nachhaltiger Wirkung oder auch die gelungene Umsetzung des Themas in eine fiktive Handlung genannt. Es werden jedoch auch künstlerische oder journalistische Kriterien wie eine überzeugende darstellerische Leistung oder Sprecherleistung, eine besondere Präsentation, ein außergewöhnliches Interview oder ein bemerkenswerter Kommentar berücksichtigt.

## Sparten
Der Marler Medienpreis wird jährlich in mehreren Sparten an Redaktionen, Autoren, Sprecher und Regisseure vergeben. Zusätzlich kann ein Ehrenpreis für „einen besonderen Beitrag“ und ein Sonderpreis an „einen verdienten Journalisten“ vergeben werden.
Fernsehpreis
- Nachrichten
  - Inland
  - Ausland
- Dokumentation
  - Inland
  - Ausland
- Fernsehfilm
  - Deutsche Produktion und Koproduktion
  - Internationale Produktion

Radiopreis
- Magazin
- Feature
- Hörspiel

## Organisation
Verantwortlich für die Ausrichtung des Preises ist der Amnesty International Bezirk 3469 Ruhrgebiet Mitte. Dieser umfasst die Städte Bochum, Essen, Gelsenkirchen, Hattingen, Herne, Mülheim an der Ruhr sowie den Kreis Recklinghausen. Als Jury arbeiten Gruppen und Bezirke von Amnesty International Deutschland, die aus den Einsendungen die Nominierungen und Preisträger auswählen. Auf die Beteiligung von Medienprofis an der Jury wird ausdrücklich verzichtet, um die Erfahrung der ehrenamtlichen Amnesty-Mitglieder als Menschenrechtler in den Mittelpunkt zu stellen.

## Preisträger nach Jahren

### 2020
Die 11. Preisverleihung findet am 10. Oktober 2020 digital statt.
- Ehrenpreis: Dunja Hayali
- Sonderpreis: „Aufbruch ins Ungewisse“(WDR)
- Dokumentation Inland: „Exclusiv im Ersten: Kriegsverbrecher in Deutschland – Jagd auf Assads Schergen“ (MDR)
- Dokumentation Ausland: „Das Wunder von Nairobi“ (ZDF, Arte)
- Magazin Inland: „Hilflos, obdachlos, chancenlos. Das Elend der Flüchtlinge in Italien“ (Monitor, WDR)
- Magazin Ausland: „China Cables. Kommunistische Partei geht gegen Muslime vor“ (Weltspiegel, NDR, BR)
- Film: nicht vergeben[5]

### 2017
Die Preisverleihung des 10. Marler Medienpreis Menschenrechte fand am 14. Oktober 2017 in Marl statt.
- Ehrenpreis: Artur Brauner (deutscher Filmproduzent)[6]
- Sonderpreis: Sondersendung zur Meinungs- und Pressefreiheit in der Türkei (aspekte, ZDF)
- Magazin Inland: „Afghanistans ‚sichere Gebiete’ – Das zynische Spiel der Bundesregierung“ (Monitor, WDR)
- Magazin Ausland: „Europäische Union versagt tausenden Flüchtlingen die versprochene Hilfe“ (Kontraste, rbb)
- Dokumentation Inland: „My Escape – Meine Flucht“ (WDR)
- Dokumentation Ausland: „Erstickt im LKW – Das Ende einer Flucht“ (NDR/WDR)
- Film: „Meister des Todes“ (SWR/BR/ARD Degeto)[7]

### 2016
Im Jahr 2016 wurden, wie im Vorjahr unter 9. Marler Medienpreis Menschenrechte, die folgenden Preise vergeben:
- Print: „Der Fluch der weißen Haut“ (Süddeutsche Zeitung – Magazin)
- Radio: Feature: „Die Gejagten“ (SWR)

### 2015
Insgesamt 15 Fernsehsender, darunter auch erstmals das Schweizer Fernsehen, beteiligten sich mit über 120 Beiträgen am 9. Marler Medienpreis Menschenrechte, der am 24. Oktober 2015 im Rathaus der Stadt Marl vergeben wurde. Zum ersten Mal in der Geschichte des Medienpreises befand sich eine Sportsendung unter den Preisträgern.
- Ehrenpreis: Uri Avnery (Israelischer Journalist)
- Sonderpreis: „Der syrische Flüchtlingschor“ (Die Anstalt, ZDF, 18. November 2014)
- Magazin Inland: „FC Lampedusa, Fußballmärchen von der Elbe“ (Sport News, SKY)
- Magazin Ausland: „Chinas offene Wunde“ (Weltspiegel Extra, NDR)
- Dokumentation Inland: „Waffen für die Welt – Export außer Kontrolle“ (Die Story im Ersten, SWR/RBB)
- Dokumentation Ausland: „Camp 14 – Total Control Zone“ (WDR/ARTE)
- Spielfilm: „Sternstunde ihres Lebens“ (WDR)

### 2014
Der Preis sollte laut Ausschreibung von Amnesty International am 25. Oktober 2014 in Marl vergeben werden. Es finden sich jedoch weder bei Amnesty International noch in anderen Pressemeldungen Meldungen über die Veranstaltung oder eventuelle Preisträger. Die Verleihung scheint ausgefallen zu sein.

### 2013
Anlässlich der zeitgleich in Bochum stattfindenden Jahresversammlung der deutschen Sektion von Amnesty International wurde der 8. Marler Medienpreis Menschenrechte (Fernsehen) am 18. Mai 2013 ausnahmsweise in Bochum statt in Marl verliehen. Es beteiligten sich 19 Sender mit mehr als 100 Fernsehbeiträgen der Jahre 2011 und 2012, darunter auch erstmals Produktionen des österreichischen Fernsehens.
- Ehrenpreis: Dirk Sager (Korrespondent des ZDF in Moskau, Mitglied des PEN-Zentrum Deutschland, Buchautor)
- Sonderpreis: Unter Verdacht – Die elegante Lösung (ZDF/Arte)
- Magazin Inland: Ausländer raus! – Hetze gegen Flüchtlingsheim / Wolgast (Panorama 3, NDR)
- Magazin Ausland: Verdammt hoher Preis (Monitor, WDR)
- Dokumentation Inland: Menschen hautnah: Null Bock gibt’s hier nicht (WDR)
- Dokumentation Ausland: Blood in the Mobile (WDR/Arte)
- Film: Kehrtwende (WDR)

### 2012
Der 7. Marler Medienpreis Menschenrechte wurde am 6. Oktober 2012 in Marl vergeben. In diesem Jahr wurde der Preis in Marler Medienpreis Menschenrechte umbenannt und erstmals an Radiobeiträge vergeben. Zugleich wurde ein anderes Auswahlverfahren verwendet, bei dem die Jury in jeder Sparte zwei bzw. drei Produktionen nominierte und die Preisträger anschließend in einer öffentlichen Online-Abstimmung ermittelt wurden Insgesamt hatten sich sieben deutsche Radiosender mit 36 Beiträgen beteiligt.
- Magazin/Kurzdokumentation: Stadt der verschwundenen Frauen – Ciudad Juárez (Weltzeit, Deutschlandradio Kultur)
- Feature: Verbrannt in der Polizeizelle Nr. 5 – Der Tod des Asylbewerbers Oury Jalloh in Dessau (Figaro, MDR)
- Hörspiel: Bogotá Blues (WDR)

### 2011
Der 6. Marler Fernsehpreis für Menschenrechte wurde am 14. Mai 2011 in Marl vergeben.
- Magazin Inland: Vertreibung für deutsche Bioprodukte – Die dubiosen Lieferanten der Biobranche in Kolumbien (SWR)
- Magazin Ausland: Russland – Auftragsprügel – Der Fall Oleg Kaschin (NDR)
- Dokumentation Inland: Zur Heirat verurteilt (ZDF)
- Dokumentation Ausland: Mord in Moskau – Wer erschoss den Menschenrechtler Markelow? (WDR)
- Spielfilm: Keine Angst (WDR)

### 2009
Der 5. Marler Fernsehpreis für Menschenrechte wurde am 11. Mai 2009 in Marl vergeben.
In der Kategorie „Dokumentation Ausland“ gewann die Dokumentation Im Schatten des Bösen – Der Krieg gegen die Frauen im Kongo.

### 2007
Der 4. Marler Fernsehpreis für Menschenrechte wurde am 7. Mai 2009 in Marl vergeben. 16 Sender hatten insgesamt mehr als 140 Produktionen eingereicht.

### 2005
Der 3. Marler Fernsehpreis für Menschenrechte wurde am 21. Mai 2005 in Marl vergeben.
- Nachrichten Ausland
  - „Verraten und verkauft. Kambodschas Kinder und der Sextourismus“ (ZDF Auslandsjournal)
  - „Sündenfall Irak – Berichte über misshandelte Kinder im Folter-Gefängnis“ und „Das Eingeständnis – US-Sprecher im Irak bestätigt REPORT-Bericht“ (ARD / SWR Report Mainz)
- Dokumentation Ausland
  - „Zur Schuld verdammt – General Dallaire. Die Blauhelme und das Massaker von Ruanda“ und „The Last Just Man“ (Phoenix)
  - „Die Stadt der toten Töchter“ (NDR/Arte)
- Spielfilm National
  - „Kleine Freiheit“ (Das kleine Fernsehspiel, ZDF)
  - Tatort „Leyla“ (SWR)
- Spielfilm International
  - „Heißer Verdacht – Die letzten Zeugen“ (ZDF)
- Ehrenpreis
  - „Neuneinhalb – Menschenrechte“ (ARD)

### 2003
Der 2. Marler Fernsehpreis für Menschenrechte wurde am 25. Mai 2003 in Marl vergeben.
- Ehrenpreis: „Recht Brisant – amnesty Apell-Fälle“ (ZDF/3sat)
- Nachrichten: „China – Aids erreicht das Riesenreich“ (Weltspiegel, NDR)
- Dokumentation: „Russische Treibjagd – Das Ende einer Reporterin“ (WDR)

### 2001
Der Marler Fernsehpreis für Menschenrechte wurde 2001 erstmals vergeben.
- Nachrichten: Behördenwillkür in Bayern – Ein Dorf kämpft für Flüchtlingskinder (Monitor, WDR)
- Dokumentation: Das vergessene Massaker – Opfer und Täter in Ruanda (die story, WDR)
- Spielfilm: Polizeiruf 110 – Gelobtes Land (BR)